# 大江村 (富山県)
大江村（おおごうむら）は、かつて富山県射水郡にあった村。

## 沿革
- 1889年（明治22年）4月1日 - 町村制施行に伴い射水郡大江村、鷲塚村、西高木村、小白石村、稲積村が合併し、大江村が発足。
- 1953年（昭和28年）12月1日 - 射水郡小杉町に編入され消滅。